# 237 Coelestina
237 Coelestina је астероид главног астероидног појаса. Приближан пречник астероида је 41,08 km,
а средња удаљеност астероида од Сунца износи 2,761 астрономских јединица (АЈ).
Инклинација (нагиб) орбите у односу на раван еклиптике је 9,748 степени, а орбитални период износи 1676,170 дана (4,589 године). Ексцентрицитет орбите астероида износи 0,074.
Апсолутна магнитуда астероида износи 9,24 а геометријски албедо 0,210.
Астероид је откривен 27. јуна 1884. године.